# Chiștelnița
Chiștelnița è un comune della Moldavia situato nel distretto di Telenești di 3.394 abitanti al censimento del 2004.